# Meru (popolo)
I meru (ameru nella loro lingua) sono un popolo del Kenya. Vivono nelle regioni a nord del Monte Kenya, e sono uno dei gruppi etnici che formano un'unità politica ed economica con i kikuyu e gli embu. I meru parlano una lingua propria, ma sono spesso a loro agio anche con lo swahili e il kikuyu.

## Sezioni
I meru sono suddivisi in sette tribù o "sezioni": tigania, igemebe, imenti, miutuni, igoji, mwimbi, muthambi. Altre due sezioni, chuka e tharaka, sono oggi ritenute gruppi etnici separati; pur avendo subito un processo di inclusione tra i meru, hanno una tradizione orale e una mitologia diverse, testimonianze di un'origine etnica differente.
La società tradizionale meru era guidata da un consiglio di anziani eletti democraticamente a diversi livelli, da quello di clan a quello di sezione fino al njuri ncheke, il consiglio supremo a cui spettavano le decisioni relative all'intero popolo meru.
Esistevano anche società segrete i cui adepti (che portavano maschere per non farsi riconoscere durante gli incontri) avevano il dovere di sovreintendere a particolari funzioni sociali o a vigilare sul funzionamento della comunità.

## Storia
La tradizione orale dei meru è estremamente ricca e presenta varie risposte alla questione della loro origine. È difficile districarsi in queste leggende, anche perché è chiaro che i meru non sono un solo popolo, ma il risultato dell'amalgamarsi di popoli diversi. I diversi miti d'origine si riferiscono quindi a diverse sezioni di coloro che oggi formano il gruppo meru.
Dalle ricerche storiche – basate su ritrovamenti archeologici, studio dei fonemi della lingua, e dall'interpretazione della tradizione orale – si può dire che i meru si siano formati con l'incontro di gruppi bantu provenienti dalla costa con gruppi provenienti dal nord (Etiopia, ma forse anche Somalia).
Alcuni antropologi, specialmente quelli che hanno lavorato tra i tharaka, hanno raccolto molte storie simili a quelle veterotestamentarie. Alcune di queste tradizioni orali sono dubbie, in quanto raccolte con l'ausilio di giovani tharaka che hanno potuto arricchire la tradizione con il retroterra biblico da loro imparato durante i loro studi.

## Scolarizzazione
Nonostante i meru siano un gruppo minore – dal punto di vista numerico - nel panorama keniota, hanno assunto un ruolo di guida in molte istituzioni grazie alla scolarizzazione e alla qualità delle scuole, tutte di fondazione cristiana, che si trovano nei distretti da loro abitati. In modo particolare, le Chiese Cattolica, Presbiteriana e Metodista hanno fondato molte scuole elementari, tecniche, superiori e professionali. Notevole è stato anche lo sforzo di modernizzazione dell'agricoltura portato avanti dai missionari della consolata con il progetto di canalizzazione delle acque potabili e quello dell'irrigazione dei terreni nelle zone più aride.

## Iniziazione
Come tutti i popoli africani, anche i meru hanno un programma di iniziazione sia per i ragazzi che per le ragazze. Con l'iniziazione la persona diviene adulta, viene inserita nella comunità e ci si aspetta che dia il suo contributo alla crescita del gruppo. Ragazzi e ragazze, dopo la circoncisione, non possono più avere contatti diretti con i genitori dello stesso sesso. Dormiranno in capanne separate e avranno un nuovo ruolo nei lavori della famiglia. Queste tradizioni stanno cambiando per via dell'urbanizzazione e dell'emigrazione di varie famiglie in luoghi lontani da quelli ancestrali.

## GEMA
Meru, embu e kikuyu (le tre etnie che vivono sul monte Kenya) hanno nel passato formato un'alleanza chiamata GEMA (Gikuyu-Embu-Meru Association). Questa coalizione aveva, e per certi versi ha tutt'oggi, interessi sia politici che finanziari. La GEMA ha rinnovato la sua esistenza dal 2002, anno della vittoria dell'opposizione contro il governo del partito KANU, che aveva guidato il paese sin dall'indipendenza.